# BDZ Deutsche Zoll- und Finanzgewerkschaft
Der BDZ Deutsche Zoll- und Finanzgewerkschaft (früher Bund deutscher Zollbeamten; BDZ) ist eine Gewerkschaft für Beschäftigte im Geschäftsbereich des Bundesministeriums der Finanzen (BMF), wozu auch die Bundeszollverwaltung zählt. Der BDZ wurde am 20. Januar 1948 in Hamburg gegründet und ist Mitgliedsgewerkschaft des Dbb beamtenbund und tarifunion. Der BDZ hat nach eigenen Angaben 25.000 Mitglieder. Seit 2001 befindet sich die Bundesgeschäftsstelle in Berlin. Der Gewerkschaftstag tritt im Fünf-Jahres-Turnus zusammen, hieran nehmen etwa 400 Delegierte der Bezirksverbände teil.

Weitere Gewerkschaften im Bereich der Zollverwaltung sind die Gewerkschaft der Polizei, die Vereinte Dienstleistungsgewerkschaft und der Verband der Beschäftigten der obersten und oberen Bundesbehörden.

## Bundesleitung
Die Bundesleitung des BDZ Deutsche Zoll- und Finanzgewerkschaft ist die politische Spitze der Gewerkschaft, der neben dem Bundesvorsitzenden Thomas Liebel vier gleichberechtigte stellvertretende Bundesvorsitzende (Christian Beisch, Kati Müller, Florian Preißner und Adelheid Tegeler) sowie der Vorsitzende des Ständigen Ausschusses Senioren (Peter Link) angehören. Die Wahl fand beim 32. Gewerkschaftstag 2023 in Berlin statt.

## Bezirksverbände
Der BDZ hat folgende Bezirksverbände: Baden, BMF, Berlin-Brandenburg, Düsseldorf, Hannover, Hessen, Köln, Nord, Nürnberg, Rheinland-Pfalz, Saarland, Sachsen, Südbayern, Westfalen, Württemberg.

## Bundesvorsitzende
- Erich Dentler (1948 bis 1958)

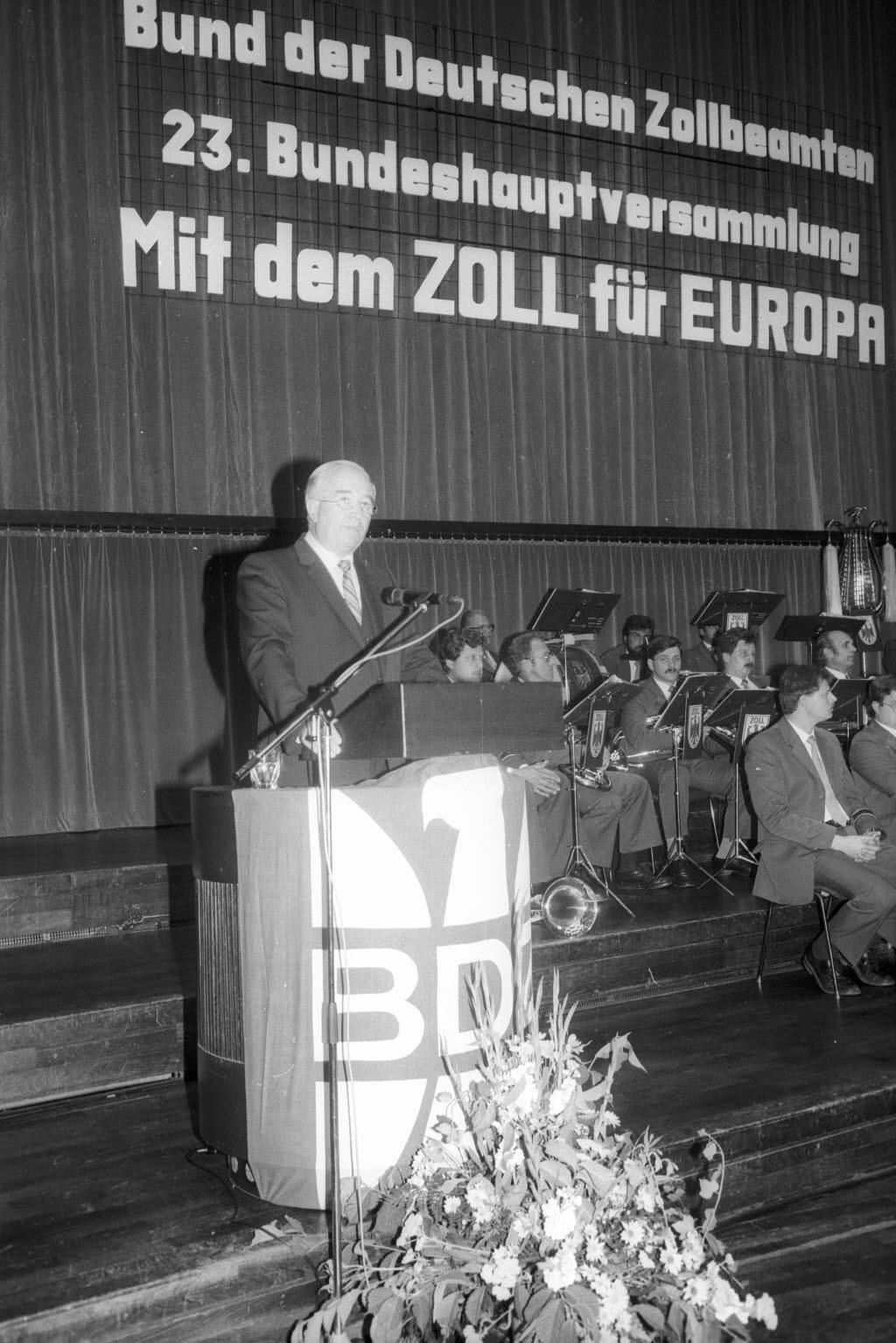
Richard Müller als Redner auf der 23. Bundeshauptversammlung im Kieler Schloss (1985)

- Hans-Werner Devers (1958 bis 1960)
- Rolf Robert Wiethüchter (1960 bis 1973)
- Richard Müller (1973 bis 1993)
- Heinz Schulze (1993 bis 2000)
- Klaus H. Leprich (2001 bis 2014)
- Dieter Dewes (2014 bis 2023)
- Thomas Liebel (seit 2023)